# Операция «Берег Слоновой Кости»
Операция «Берег Слоновой Кости» (англ. Operation Ivory Coast) или «Рейд на Сон Тай» (англ. The Son Tay Raid) — одна из ключевых миссий, проведенных Силами специальных операций США при поддержке других американских военных подразделений во время войны во Вьетнаме. Её целью было освобождение американских военнопленных, содержавшихся в лагере Сон Тай. Эта операция вошла в историю как первая совместная военная миссия, осуществленная под прямым руководством председателя Объединённого комитета начальников штабов, что подчеркивало её стратегическую важность. Подготовка к операции была тщательной и включала отбор лучших бойцов, которые проходили интенсивные тренировки на базе ВВС Эглин (англ. Eglin Air Force Base) в штате Флорида. С 25 мая по 20 ноября 1970 года велось детальное планирование и сбор разведданных, что позволило минимизировать риски и обеспечить высокую степень готовности.
21 ноября 1970 года объединённые силы ВВС и армии США под командованием бригадного генерала ВВС Лероя Манора (англ. Leroy J. Manor) и полковника армии Артура «Булла» Симонса (англ. Arthur D. Simons) провели смелую операцию по освобождению американских военнопленных. На вертолётах 56 бойцов спецназа армии США были высажены в лагере для военнопленных Сон Тай, расположенном всего в 37 километрах к западу от Ханоя. Целью миссии было спасение 61 американского военнопленного, которые, согласно разведданным, содержались в этом лагере. Однако в ходе рейда выяснилось, что лагерь пуст: незадолго до операции пленные были переведены в другое место.
Несмотря на то, что в лагере Сон Тай не оказалось заключенных, операция была проведена с высокой степенью профессионализма и практически безупречно. Потери составили всего два раненых солдата и два самолёта, один из которых был потерян в результате запланированной аварийной посадки во время штурма лагеря. Минимальный ущерб свидетельствовал о тщательной подготовке и слаженности действий всех участников операции. Однако неспособность разведки обнаружить перемещение военнопленных до проведения рейда вызвала волну критики как со стороны общественности, так и внутри администрации президента Ричарда Никсона. Этот провал стал катализатором масштабной реорганизации разведывательного сообщества США, которая была направлена на улучшение координации между разведслужбами и повышение точности получаемой информации, чтобы избежать подобных ситуаций в будущем.

## Планирование и подготовка операции

### Фаза «Полярный круг»
Концепция спасательной операции в Северном Вьетнаме начала формироваться 9 мая 1970 года, когда разведывательное подразделение ВВС США, проанализировав данные аэрофотосъемки, пришло к выводу, что в лагере для военнопленных близ Сон Тай, который с конца 1968 года использовался для содержания пленных, находилось 55 американских военнослужащих. Шестеро из них, как полагали, нуждались в срочном спасении из-за тяжелого состояния. Однако операция осложнялась тем, что в радиусе 8 километров от лагеря были расквартированы около 12 000 солдат Северного Вьетнама, что делало миссию крайне рискованной. После подтверждения разведданных, 25 мая 1970 года бригадный генерал Джеймс Аллен (англ. James R. Allen), заместитель директора по планам и политике штаб-квартиры ВВС США, встретился в Пентагоне с генералом армии Дональдом Блэкберном (англ. Donald Blackburn), занимавшим должность специального помощника по борьбе с повстанцами и специальным мероприятиям (англ. Assistant for Counterinsurgency and Special Activities, SACSA). Блэкберн, подчинявшийся непосредственно председателю Объединенного комитета начальников штабов, имел богатый опыт в проведении секретных операций. Он был первым командиром Группы исследований и наблюдения — элитного подразделения, занимавшегося разведкой и специальными операциями во Вьетнаме. Эта встреча стала отправной точкой для разработки плана операции, которая впоследствии получила название «Берег Слоновой Кости».
Блэкберн незамедлительно встретился с генералом Эрлом Уилером (англ. Earle Wheeler), который на тот момент готовился покинуть пост председателя Объединённого комитета начальников штабов, чтобы предложить план спасения всех военнопленных, содержавшихся в лагере Сон Тай. Уилер, поддержав идею, санкционировал создание группы планирования из 15 человек, получившей кодовое название «Полярный круг» (англ. Polar Circle). Группа собралась 10 июня 1970 года для детальной проработки операции. Интересно, что в состав группы вошел офицер, которому позже предстояло принять непосредственное участие в рейде в качестве пилота спасательного вертолета. Это решение позволило учесть практические аспекты операции уже на этапе планирования. Исследовательская группа тщательно изучила все доступные разведданные, включая данные аэрофотосъемки и сообщения агентурной сети, и пришла к выводу, что в лагере Сон Тай содержится 61 американский военнопленный. Этот вывод стал основой для дальнейшей подготовки и проведения операции, которая впоследствии получила название «Берег Слоновой Кости».
Когда предложение Блэкберна лично возглавить миссию было отклонено, он 13 июля обратился к полковнику Артуру Симонсу с просьбой взять на себя командование армейским персоналом, участвующим в операции. Симонс, известный своим опытом и лидерскими качествами, стал идеальным кандидатом для этой роли. Для подготовки к операции была выбрана база ВВС Эглин во Флориде, которая стала совместным полигоном для тренировок будущих участников миссии. Отбор личного состава проводился с учетом специфики задачи, при этом морская пехота была исключена из участия, несмотря на их возражения. Чтобы избежать бюрократических препонов и межведомственных конфликтов, отбор и планирование осуществлялись специалистами по специальным операциям, а не Объединённым комитетом начальников штабов. Это позволило сосредоточиться на боевом опыте и специализированных навыках, необходимых для успеха миссии, а не на званиях или принадлежности к определенному роду войск. В результате были отобраны наиболее подготовленные бойцы, имевшие опыт действий в Юго-Восточной Азии и обладавшие узкоспециализированными навыками, что подчеркивало прагматичный подход к формированию группы. Такой метод отбора стал важным фактором, обеспечившим высокий уровень готовности и слаженности команды, что впоследствии сыграло ключевую роль в проведении операции.

### Операция «Берег Слоновой Кости»
Вторая фаза, операция «Берег Слоновой Кости», стартовала 8 августа 1970 года с назначения адмиралом Томасом Мурером (англ. Thomas Hinman Moorer), новым председателем Объединенного комитета начальников штабов, генерала Лероя Манора командующим миссией, а полковника Артура Симонса — его заместителем. Этот этап был посвящен организации, планированию, подготовке и развертыванию сил для выполнения задачи. Генерал Манор создал учебный центр ВВС на базе Эглин, где началась интенсивная подготовка личного состава. Кроме того, он сформировал штаб планирования из 27 специалистов, включая 11 человек, которые уже участвовали в предыдущем технико-экономическом обосновании миссии, что обеспечило преемственность и учет накопленного опыта.
Полковник Артур Симонс лично отобрал 103 человека из 500 добровольцев, причем большинство из них были опытными спецназовцами из 6-й и 7-й групп специального назначения (англ. 7th Special Forces Group), базировавшихся в Форт-Брэгг. Со стороны ВВС США планировщики выбрали ключевых командиров, которые, в свою очередь, сформировали экипажи из наиболее подготовленных специалистов. Экипажи вертолётов и штурмовиков A-1 Skyraider были укомплектованы инструкторами с базы Эглин, а также персоналом, недавно вернувшимся из Юго-Восточной Азии. Для управления транспортными самолетами MC-130E(I) Combat Talons были собраны два экипажа из эскадрилий, дислоцированных в Западной Германии и Северной Каролине. Все кандидаты получили предложение добровольно принять участие во временной службе без дополнительной оплаты и без раскрытия деталей предстоящей миссии. В итоге для участия в операции были отобраны 103 военнослужащих армии и 116 военнослужащих ВВС США, включая наземные силы, летчиков, членов группы поддержки и планировщиков. Эта оперативная группа, насчитывавшая 219 человек, получила название «Объединенная оперативная группа по чрезвычайным ситуациям» (англ. Joint Contingency Task Group). Под этим названием группа занималась планированием, интенсивной подготовкой и отработкой действий, необходимых для выполнения предстоящей миссии.
Сотрудники отдела планирования тщательно проработали параметры ночного рейда, выделив ключевые условия для его успешного выполнения. Одним из главных требований была ясная погода, а также наличие четверти луны, расположенной под углом 35 градусов над горизонтом, что обеспечивало оптимальную видимость при полете на низкой высоте. На основе этих критериев были определены два временных «окна» для проведения миссии: с 18 по 25 октября и с 18 по 25 ноября 1970 года. Для подготовки к операции на полигоне C-2 базы Эглин была построена точная, хотя и грубо изготовленная копия тюремного комплекса Сонг Тай. Этот макет использовался для проведения реалистичных репетиций штурма. Дополнительно была создана детализированная настольная модель комплекса размером пять на пять футов, получившая кодовое название «Барбара». Стоимость модели составила 60 000 долларов, и она использовалась для ознакомления участников операции с планировкой объекта, отработки тактических схем и координации действий всех подразделений.

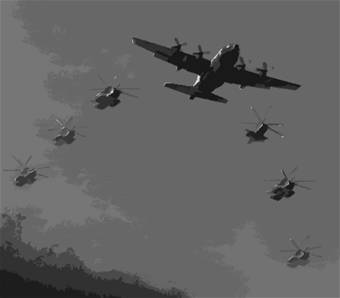
Отработка авицаионного построения для проведения рейда — Combat Talon ведёт строй вертолётов, HH-3E — третий справа

Экипажи ВВС США провели интенсивную подготовку, налетав в общей сложности 1 054 часа в районах южной Алабамы, Джорджии и Флориды. Основное внимание уделялось отработке полетов в «разнородном (авиационном) строю», который включал вертолеты UH-1H и HH-3E (англ. Sikorsky S-61R), а также самолеты сопровождения Combat Talon. Тренировки проводились ночью и на предельно низкой высоте, что требовало разработки новых процедур полета для двух специально отобранных экипажей. Особое внимание было уделено навигационной подготовке с использованием инфракрасной системы обзора переднего обзора (англ. forward looking infrared, FLIR). До операции «Берег Слоновой Кости» эта технология не входила в стандартный набор электроники самолетов Combat Talon, но для миссии ее внедрение стало критически важным для обеспечения точности навигации в условиях ограниченной видимости. Для миссии был выбран и доработан клиновидный строй, который позволял эффективно координировать движение разнородных воздушных судов. В этом строю более медленные вертолеты располагались чуть выше и позади каждого крыла самолетов Combat Talon. Такое расположение позволяло вертолетам использовать аэродинамическую подъемную силу, создаваемую самолетами, что помогало им поддерживать скорость, необходимую для того, чтобы не отставать от Combat Talon. Самолёты Combat Talon, в свою очередь, летели со скоростью, чуть превышающей скорость сваливания, чтобы обеспечить синхронность движения всей группы.
Тренировки спецназа начались 9 сентября и быстро перешли в интенсивный режим. Уже 17 сентября бойцы приступили к ночным учениям, а 28 сентября начались совместные тренировки с воздушными экипажами. Эти занятия включали до шести репетиций в день, три из которых проводились в ночных условиях. К 6 октября спецназовцы провели на макете тюремного комплекса 170 тренировок, отрабатывая как полные сценарии миссии, так и отдельные ее этапы. Многие из этих учений сопровождались боевой стрельбой, чтобы максимально приблизить условия к реальным. В ночь на 6 октября состоялась первая полномасштабная генеральная репетиция с использованием вертолета UH-1H в качестве штурмового. Она включала 5,5-часовой полет всех задействованных самолетов на расстояние 1 106 км, с точным соблюдением времени, скорости, высоты и поворотов, предусмотренных планом миссии. Однако эта репетиция выявила серьезные недостатки UH-1H: его небольшой пассажирский салон вызвал судороги ног у бойцов спецназа, что полностью нарушило график их действий при высадке. Этот недостаток перевесил единственное преимущество UH-1H — меньший радиус несущего винта, что делало его менее подходящим для миссии по сравнению с более крупным HH-3E. Две дополнительные полномасштабные ночные репетиции и 31 практическая посадка HH-3E во дворе макета окончательно подтвердили выбор в пользу HH-3E. Этот вертолет, несмотря на свои размеры, обеспечивал комфортные условия для бойцов, что было критически важно для успешного выполнения миссии. Таким образом, HH-3E стал основным вертолетом для проведения операции.
24 сентября генерал Лерой Манор рекомендовал министру обороны США Мелвину Лэйрду одобрить проведение миссии в октябрьское «окно», предложив 21 октября в качестве основной даты выполнения операции. Однако 8 октября на брифинге в Белом доме, в котором участвовали советник по национальной безопасности Генри Киссинджер и генерал Александр Хейг, было принято решение отложить миссию до ноября. Причиной стала невозможность своевременно проинформировать президента Ричарда Никсона, который в тот момент находился за пределами Вашингтона и не мог утвердить октябрьские сроки. Эта задержка, хотя и вызывала опасения по поводу возможного нарушения секретности миссии, имела и положительные последствия. Дополнительное время было использовано для дальнейшей подготовки личного состава, приобретения современного оборудования ночного видения и проведения дополнительной разведки тюремного комплекса Сонг Тай. Эти меры позволили повысить шансы на успех операции, несмотря на вынужденное изменение графика.
5 ноября генерал Лерой Манор и полковник Артур Симонс встретились с вице-адмиралом Фредериком Бардшаром (Frederic Abshire Bardshar), командующим 77-й оперативной группой (англ. Task Force 77), на борту его флагманского корабля USS America. Целью встречи была координация отвлекающей миссии, которую должны были выполнить силы военно-морской авиации для поддержки основной операции. Однако из-за действовавшего на тот момент моратория на бомбардировки, введенного в рамках ограничений на военные действия, возможности военно-морской авиации были существенно ограничены. Согласно этим ограничениям, самолеты не могли нести боеприпасы, за исключением тех, которые были выделены для задач боевого поиска и спасения (англ. Combat Search and Rescue, CSAR).
В период с 10 по 18 ноября «Объединенная оперативная группа по чрезвычайным ситуациям» перебазировалась на свою промежуточную базу на базе Королевских ВВС Таиланда в Тахли. Самолёты Combat Talon, использующие позывные Daw 43 и Thumb 66 и замаскированные под часть проекта Heavy Chain, покинули базу Эглин 10 ноября. Они совершили перелет через базу ВВС Нортон в Калифорнии (англ. Norton Air Force Base), затем через базу ВВС Хикам на Гавайях (англ. Hickam Air Force Base) и базу ВВС Кадена на Окинаве, прибыв в Тахли 14 ноября. На следующий день четыре транспортных самолета C-141 Starlifter начали переброску армейского контингента «Объединенной оперативной группы по чрезвычайным ситуациям», его оборудования и вертолета UH-1 с базы Эглин в Таиланд. Чтобы избежать подозрений и не привлекать внимания к масштабной операции, самолеты вылетали по одному в день. Спецназовцы прибыли в Таиланд в 03:00 по местному времени 18 ноября. Позднее в тот же день президент Ричард Никсон официально одобрил выполнение миссии, что ознаменовало начало заключительного этапа операции, получившей кодовое название «Главарь» (англ. Kingpin). Это решение стало сигналом к началу активной фазы операции, которая должна была привести к освобождению американских военнопленных из лагеря Сонг Тай.
После преодоления разногласий с 1-й метеорологической группой (англ. 1st Weather Group) на авиабазе Таншон Нхут (англ. Tan Son Nhut Air Base) в Южном Вьетнаме, планировщики начали тщательно отслеживать погодные условия за неделю до намеченной даты операции. 18 ноября тайфун «Пэтси», обрушившийся на Филиппины, начал смещаться в сторону Ханоя. Прогнозы погоды указывали, что тайфун «Пэтси» (англ. Typhoon Patsy) вызовет ухудшение условий над Тонкинским заливом к 21 ноября, что сделало бы невозможным проведение операций по поддержке с авианосцев. Кроме того, тайфун, взаимодействуя с холодным фронтом, движущимся из южного Китая, мог создать неблагоприятные погодные условия над Северным Вьетнамом на весь период «окна» миссии. Однако анализ погодных данных показал, что 20 ноября условия в районе цели будут благоприятными, а в Лаосе — приемлемыми для выполнения проникающих полетов на низкой высоте. Этот прогноз был подтвержден разведывательным полетом самолета RF-4C Phantom во второй половине 20 ноября, на борту которого находился специалист по погоде. На основании этих данных генерал Лерой Манор принял решение перенести дату миссии на 24 часа, чтобы воспользоваться благоприятным погодным окном, вместо того чтобы откладывать операцию на пять дней. Это решение позволило сохранить оперативность и минимизировать риски, связанные с ухудшением погоды в последующие дни.
Генерал Лерой Манор отдал официальный приказ о запуске операции в 15:56 по местному времени 20 ноября, когда рейдовая группа находилась на завершающей стадии отдыха перед вылетом. После этого он собрал весь наземный контингент для краткого брифинга, на котором были озвучены цели миссии и точное время ее начала. Этот брифинг стал финальным этапом подготовки перед стартом операции. После завершения брифинга Манор и его команда вылетели на самолете T-39 Sabreliner на авиабазу Дананг (англ. Da Nang Air Base). Там они планировали наблюдать за ходом операции из Центра управления тактической авиацией ВВС США (англ. USAF Tactical Air Control Center, North Sector), расположенного на базе Monkey Mountain. Этот центр обеспечивал координацию и контроль за воздушными операциями в регионе. Тем временем три самолета C-130, ранее находившиеся на аэродроме Королевских ВМС Таиланда Утапао (англ. U-Tapao Royal Thai Navy Airfield), прибыли в Тахли для переброски армейского контингента и экипажей вертолетов на базу Удорн (англ. Udorn Royal Thai Air Force Base). Пилоты штурмовиков A-1 Skyraider были доставлены в Накхон Пханом (англ. Nakhon Phanom Royal Thai Navy Base), где они должны были подготовиться к выполнению своих задач в рамках операции.

## Состав миссии

### Спецназ
Вечером 20 ноября пятьдесят шесть спецназовцев, отобранных для проведения рейда, были доставлены из Такхли на вертолетную базу в Удорн на транспортном самолете C-130. Личный состав был разделен на три группы, каждая из которых выполняла свою задачу:
«Blueboy» — штурмовая группа из 14 человек, которой предстояло совершить аварийную посадку непосредственно на территории тюрьмы;
«Greenleaf» — группа поддержки из 22 человек, отвечавшая за прикрытие штурмовой группы;
«Redwine» — группа охраны из 20 человек, задачей которой было блокировать подходы к тюрьме, отразить возможные атаки сил Народной армии Вьетнама и при необходимости оказать поддержку остальным группам.
Операцией руководили опытные командиры: полковник Артур Симонс (позывной «англ. Axle»), возглавивший группу «Greenleaf», и лейтенант Эллиотт «Бад» Сиднор (позывной «англ. Wildroot»), командовавший группой «Redwine».
Для проведения операции бойцы были оснащены мощным арсеналом, который включал:
51 единицу личного оружия;
48 карабинов CAR-15;
2 винтовки M16;
4 гранатомета M79;
2 дробовика;
4 пулемета M60.
Кроме огнестрельного оружия, в распоряжении групп находились:
15 мин «Клеймор»;
11 подрывных зарядов;
213 ручных гранат.
Для выполнения специфических задач бойцы были обеспечены:
Инструментами для преодоления препятствий: кусачками, болторезами, топорами, бензопилами, ломами и веревками;
Осветительным оборудованием: фонарями и сигнальными рожками;
Дополнительное снаряжение, большая часть которого была приобретена в коммерческих магазинах.
Связь между группами обеспечивалась с помощью 58 радиостанций UHF-AM и 34 радиостанций VHF-FM. Каждый боец также был оснащен персональной радиостанцией выживания, что позволяло поддерживать надежную коммуникацию в любой ситуации.

### Авиационная поддержка

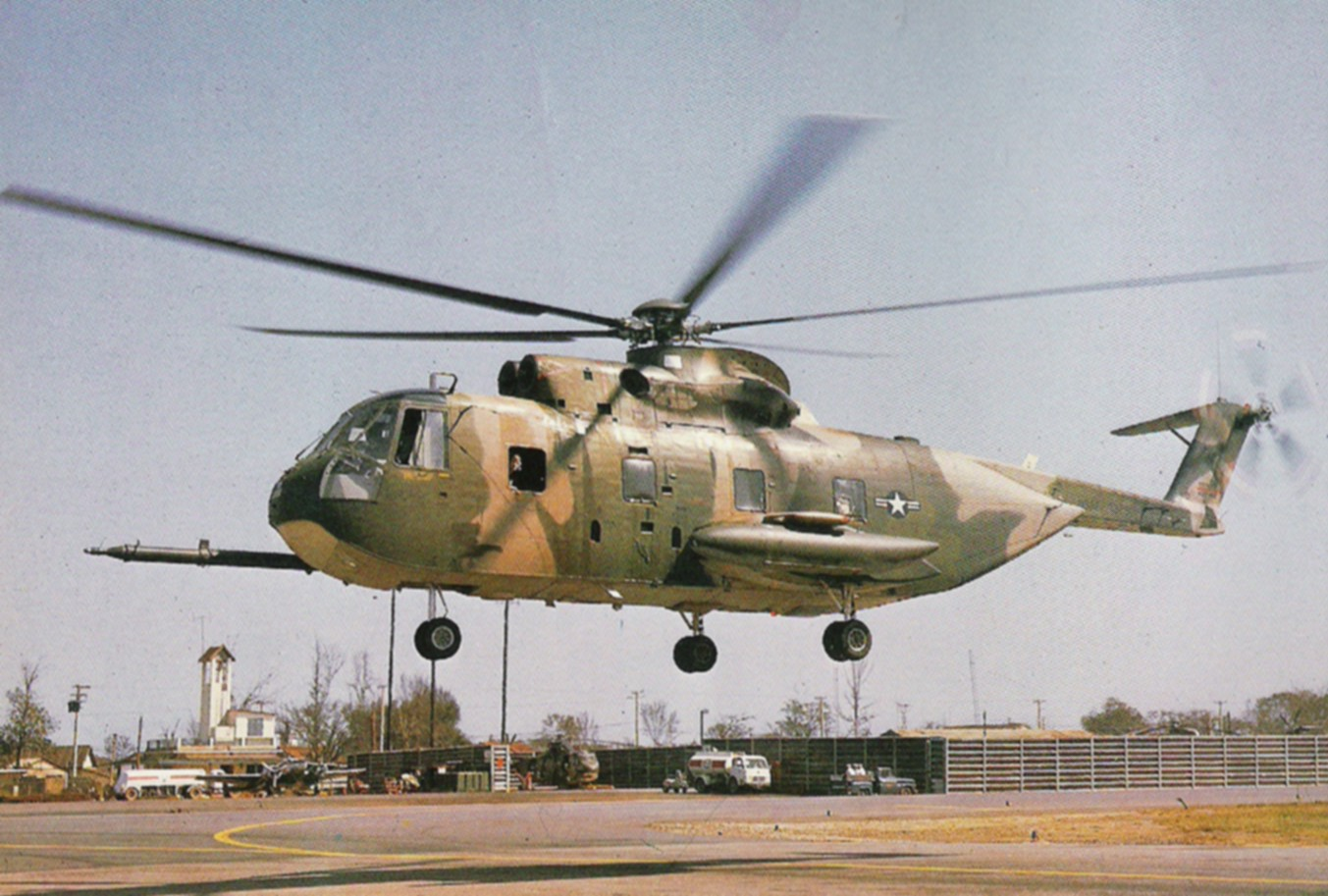
Вертолёт типа HH-3E, использованный для переброски группы «Blueboy»

В операции было задействовано 116 самолетов, из которых 59 принадлежали ВМС США, а 57 — ВВС США. Из них 28 самолетов (с экипажами, состоявшими из 92 летчиков) выполняли задачи в районе цели. Для обеспечения навигации миссии были выделены два самолета C-130E(I) Combat Talon, оснащенные временно установленными комплектами системы инфракрасного наблюдения. Их задачи распределились следующим образом:
Cherry 01 — вел вертолетное «штурмовое формирование»;
Cherry 02 — сопровождал «ударное формирование» самолетов A-1 Skyraider.
Из-за разницы в крейсерских скоростях вертолетов и самолетов обе группы двигались по разным маршрутам. Более быстрое ударное формирование намеренно отставало от вертолетного на несколько минут и следовало зигзагообразной траекторией, чтобы синхронизировать прибытие к цели. Каждый экипаж Combat Talon прошел перекрестную подготовку, позволяющую при необходимости взять на себя задачи другого самолета.
Однако ударное формирование должно было иметь навигационного лидера с четырьмя полностью исправными двигателями на протяжении всего маршрута к цели, чтобы обеспечить максимальную надежность выполнения задачи.
Двадцать восемь воздушшных судов делились следуюшим образом:
| #  | Тип судна               | Позывной            | Высостаящая часть                                   | Боевая задача                                                                  |
| -- | ----------------------- | ------------------- | --------------------------------------------------- | ------------------------------------------------------------------------------ |
| 2  | MC-130E(I) Combat Talon | Cherry 01-02        | 7th SOS, Det. 2 1st Special Operations Wing 1st SOW | Координация сил, воздушное командование и подсветка целей.                     |
| 2  | HC-130P Hercules        | Lime 01-02          | 39th Aerospace Rescue and Recovery Squadron         | Координация дозаправок, резервное командрование.                               |
| 5  | HH-53C Super Jolly      | Apple 01-05         | 40th ARRS (563d Rescue Group)                       | Резервная группа (01, 02), штурмовое судно (03), эвакуационное судно (04, 05). |
| 1  | HH-3E Jolly Green       | Banana              | 37th ARRS                                           | Штурмовые группы.                                                              |
| 5  | A-1E Skyraider          | Peach 01-05         | 1st SOS (56th Fighter Wing)                         | Воздушная поддеркжка наземной части операции.                                  |
| 10 | F-4D Phantom            | Falcon 01-05, 11-15 | 13th TFS, 555th Fighter Squadron                    | Воздушное прикрытие от авиации противника.                                     |
| 5  | F-105G Wild Weasel III  | Firebird 01-05      | 6010th WWS                                          | Воздушное прикрытие от авиации противника.                                     |

## Активная фаза операции

### Проникновение в Северный Вьетнам
Начиная с 22:00 20 ноября 1970 года, самолеты начали покидать пять баз в Таиланде и одну в Южном Вьетнаме. Cамолет Combat Talon с позывным Cherry 02, выполнявший роль эскорта для ударной группы A-1 Skyraider, вылетел из Такхли в 22:25. Cherry 01, который должен был взлететь на полчаса позже, столкнулся с техническими трудностями при запуске двигателя и смог взлететь только в 23:18, отстав от графика на 23 минуты. Однако экипаж Cherry 01 скорректировал план полета и успешно наверстал потерянное время. В 23:07 два воздушных заправщика HC-130P (позывные Lime 01 и Lime 02) вылетели из Удорна, а через десять минут за ними последовали вертолеты. Вскоре после полуночи, в условиях полного затемнения, с базы поднялись самолеты A-1 Skyraider, взлетев на четыре минуты раньше запланированного времени. Вертолеты, двигаясь к цели, столкнулись с густой облачностью над северным Лаосом на высоте, предназначенной для дозаправки. Чтобы избежать проблем, они поднялись на высоту 2 100 метров, где успешно провели дозаправку от Lime 01 на четвертом этапе полетного плана. После этого Lime 01 привел их к следующей контрольной точке, где в 01:16 управление группой вертолетов перешло к Cherry 01.
Формирования летели по примерно параллельным трассам, которые пересекали Лаос к западу от Долины Кувшинов, а затем поворачивали на северо-восток. Оба формирования пролетели двенадцать запланированных контрольных точек. Траектория полета представляла собой коридор шириной 9,7 км — ширина, необходимая для безопасного преодоления местности в случае распада формирования. Пилоты обоих групп должны были лететь по нисходящей траектории, поддерживая высоту 300 м над уровнем земли в горных долинах, поскольку HH-3E было трудно набирать высоту, находясь в строю. Самолеты C-130 Combat Talon испытывали трудности с управлением на требуемых скоростях полета, а A-1 мешали тяжелые боеприпасы.
Низкие скорости, необходимые для выполнения миссии — 194 км/ч для вертолетов и 269 км/ч для самолетов A-1 Skyraider, создавали серьезные трудности для работы навигационных систем AN/APQ-115 TF/TA на борту самолетов Combat Talon. Эти скорости выходили за пределы оптимальных параметров для большинства режимов радара, что приводило к следующим проблемам:
1.	Режим «следования местности» (англ. Terrain Following mode). Этот режим был рассчитан на минимальную скорость полета 300 км/ч, что превышало скорость, необходимую для миссии. В результате система не могла корректно рассчитывать изменения высоты, что делало ее практически бесполезной в данных условиях.
2.	Режим «предупреждения о близости земли» (англ. Terrain Avoidance mode). Адаптированный от радара AN/APQ-99 (используемого на самолете-фоторазведчике RF-4C), этот режим оказался искажен из-за задирания носа самолета, вызванного низкой скоростью. В результате система перестала отображать опасные участки местности, находящиеся непосредственно перед или под траекторией полета.
3.	Доплеровский радар. Используемый для расчета сноса ветра и скорости движения, доплеровский радар часто выдавал некорректные данные. Ему приходилось полагаться на информацию, хранящуюся в памяти бортового компьютера, из-за сбоев в обработке текущих данных.
4.	Радар наземного картографирования. Хотя этот режим не пострадал от низких скоростей, его эффективность была ограничена из-за особенностей местности. Джунгли не предоставляли четких ориентиров, что затрудняло идентификацию точек на карте. Эти недостатки были компенсированы за счет использования внешней капсулы инфракрасной системы обзора переднего обзора, которая легко идентифицировала реки и озера, используемые в качестве ключевых поворотных точек, обеспечивая экипажи надёжными данными для навигации.

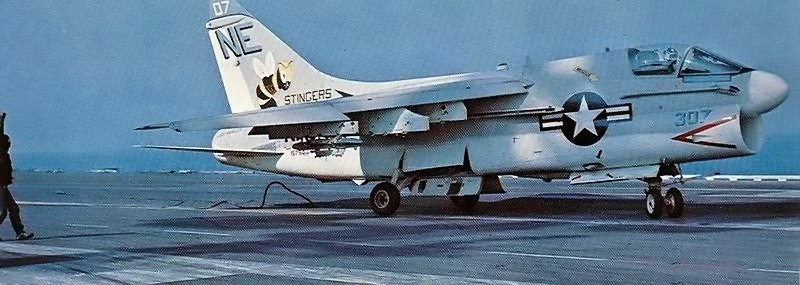
Самолёт A-7E из боевого соединения VA-113 на палубе USS Ranger, 1970-71

Штурмовое соединение, используя естественные помехи от горного рельефа, скрытно подошло с юго-запада, оставаясь незамеченным для радиолокационных систем противника. Тем временем, в 01:00 21 ноября, с авианосцев ВМС США USS Oriskany и USS Ranger стартовала крупнейшая ночная операция авианосной авиации за всю войну во Вьетнаме. Ровно в 01:52 в воздушное пространство Северного Вьетнама на трех отдельных трассах вошли 20 самолетов — A-7 Corsairs и A-6 Intruders. Они двигались парами на повышенных высотах, чтобы избежать пересечения траекторий и минимизировать риск столкновений. Самолеты начали сбрасывать сигнальные ракеты, создавая иллюзию масштабной атаки. На последнем из маршрутов экипажи также сбросили снаряды, имитируя минирование гавани Хайфона — ключевого порта Северного Вьетнама. Над Тонкинским заливом операцию прикрывали 24 самолета, распределенные по 13 орбитам, обеспечивая поддержку и защиту от возможных контратак. В 02:17 система ПВО Северного Вьетнама, полностью дезориентированная, активизировалась с невероятной интенсивностью. Это была именно та реакция, на которую рассчитывали американские стратеги: ПВО противника оказалась перегружена, а ее ресурсы направлены на отражение мнимой угрозы. Операция достигла своей цели, эффективно отвлекая силы противника и насытив его систему обороны ложными целями.
В течение тринадцати минут обе группы ВВС США подвергались воздействию радара раннего предупреждения, расположенного в Нашане. Траектории их полета были проложены в обход неисследованных горных массивов, что усложняло обнаружение. Несмотря на это, ни одна из групп не была засечена — вероятно, благодаря отвлечению внимания противника на другие угрозы. Спасательные силы, войдя в долину Красной реки на высоте 150 метров, обнаружили идеальные условия: ясную погоду и отличную видимость. Вертолетная группа достигла исходной точки, расположенной в 20 км (примерно 12 минут летного времени) от цели — Сон Тая. Ударная группа A-1 Skyraiders отстала на две минуты, как и было запланировано, обеспечивая синхронность операции. HH-3E из штурмовой группы двигался чуть позади и выше левого крыла ведущего вертолета Cherry 01, постепенно сокращая дистанцию, чтобы набрать дополнительную скорость. Это было необходимо для безопасного превышения крейсерской скорости над критической скоростью сваливания Combat Talon. Тем временем Cherry 01 и два вертолета HH-53, назначенные для эвакуации военнопленных, ускорились и поднялись на высоту 460 метров. Четыре штурмовых вертолета, нарушив строй, начали снижение до высоты 61 метра, двигаясь в одиночном порядке с интервалом в сорок пять секунд.

### Атака
В 02:18 командир Cherry 01 передал всем участникам операции кодовый сигнал «Альфа, Альфа, Альфа», подтверждая начало активной фазы операции. Пролетев над тюрьмой, экипаж выпустил четыре осветительные ракеты, осветив цель и прилегающую территорию. Сразу после этого Cherry 01 выполнил резкое снижение с жестким разворотом, опустившись до высоты 150 метров, и сбросил два имитатора боевых действий к югу и юго-востоку от города. Эти маневры были направлены на дезориентацию противника и создание ложных целей. Тем временем Apple 03, выполняя свою часть задачи, открыл огонь из миниганов по сторожевым башням тюрьмы, подавляя возможное сопротивление. В этот момент Cherry 01 успешно сбросил один из двух запланированных напалмовых наземных маркеров, которые служили ориентирами для ударной группы A-1 Skyraiders. После выполнения своей части миссии Cherry 01 покинул район цели и направился в заранее определенную точку удержания над территорией Лаоса. Там он должен был обеспечить УВЧ-навигацию для остальных самолетов, возвращающихся с задания, гарантируя их безопасный выход из зоны операции.
Штурмовые вертолёты, двигавшиеся в плотном строю, попали в зону сильного ветра, который сбил их с курса, сместив на 140 метров вправо от запланированной траектории. Ведущий вертолет Apple 03, шедший во главе группы, первым заметил внизу комплекс, чьи размеры и планировка почти полностью совпадали с описанием тюремного лагеря. Ранее разведка ошибочно идентифицировала этот объект как «среднюю школу». Пилоты Apple 03 приняли решение направиться к нему, и остальные штурмовики последовали за ними. Однако вскоре ошибка стала очевидной. Экипажи вертолетов заметили реку, которая должна была находиться рядом с реальной целью, и осознали, что движутся в неправильном направлении. Траектория полета была быстро скорректирована, но один из вертолетов — HH-3E с позывным Banana, на борту которого находилась штурмовая группа «Blueboy», — уже начал снижение и приземлился в ошибочном месте. Бойцы группы «Blueboy» сразу поняли, что что-то пошло не так. Внутренний двор, в который они высадились, оказался значительно меньше, чем ожидалось, а линия деревьев, которая, по данным разведки, должна была пересекать лагерь, вместо этого окружала его. Несмотря на это, группа, действуя по плану, открыла шквальный огонь из вертолета. Пилоты Banana, осознав ошибку, быстро увеличили мощность двигателей и, резко развернувшись, направились на север к реальной цели. Ситуация, хотя и вызвала задержку, не привела к критическим последствиям благодаря оперативным действиям экипажа.
Несмотря на ошибку в навигации и более высокие, чем предполагалось, деревья, которые вынудили вертолет снижаться под более крутым углом, штурмовая группа смогла совершить аварийную посадку во дворе тюрьмы Сон Тай в 02:19. Посадка была крайне рискованной: один из бойцов, выполнявший роль наводчика, выпал из вертолета при ударе о землю. Единственной серьезной травмой стал перелом лодыжки у бортинженера, который получил удар вылетевшим огнетушителем. Капитан армии США Ричард Медоуз англ. (Richard J. Meadows), возглавлявший операцию, немедленно взял ситуацию под контроль. Используя рупор, он громко объявил о прибытии группы, чтобы предупредить военнопленных о начале спасательной операции. Группа быстро разделилась на четыре звена, каждое из которых получило четкую задачу. Бойцы начали методичный штурм тюрьмы, устраняя охранников и тщательно обыскивая пять блоков с камерами заключенных.
В то же время, в 02:19, вертолет Apple 01, чьи пилоты заметили огонь, открытый Banana по месту ошибочного десантирования, высадил группу поддержки «Greenleaf» возле южной части здания, которое они ошибочно приняли за целевой тюремный комплекс. На самом деле это была средняя школа, расположенная в 400 метрах от реальной цели. Не подозревая об ошибке, группа «Greenleaf» начала выполнять задачу, поднявшись в воздух для перемещения в свою зону удержания. Однако вскоре ситуация резко изменилась. Здание, которое они приняли за тюрьму, оказалось казармой для вражеских войск. Солдаты, уже предупрежденные о прерванном штурме Banana, открыли интенсивный огонь по группе «Greenleaf», как только два ее отряда начали штурм комплекса. Завязалась ожесточённая перестрелка. Группа поддержки, несмотря на неожиданное сопротивление, действовала решительно. Они атаковали объект из стрелкового оружия и ручных гранат, ведя бой в течение восьми минут. По оценкам полковника Симонса, в ходе боя было уничтожено от 100 до 200 вражеских солдат. Для поддержки «Greenleaf» два штурмовика A-1 нанесли авиаудар, сбросив бомбы с белым фосфором по деревянному пешеходному мосту к востоку от района боевых действий. Apple 01 вернулся за группой в 02:23, и к 02:28, несмотря на продолжающийся вражеский огонь, «Greenleaf» смогла отступить и снова сесть в вертолет. После этого группа направилась к правильной зоне высадки, чтобы продолжить выполнение миссии.
Пилот вертолета Apple 02, заметив ошибки в навигации у вертолетов, летевших перед ним, резко скорректировал курс и направился прямо к тюрьме Сон Тай. Одновременно он увидел, как Apple 01 высаживает группу «Greenleaf» у средней школы, что явно указывало на ошибку. Осознав, что группа поддержки оказалась не на месте, пилот Apple 02 немедленно приступил к реализации «Зеленого плана» (англ. Plan Green) — запасного варианта действий на случай потери или отсутствия группы «Greenleaf». В 02:20 группа безопасности «Redwine», в состав которой входил командир наземных сил подполковник Сиднор, успешно высадилась у тюрьмы Сон Тай. Не теряя времени, группа приступила к выполнению плана действий в чрезвычайных ситуациях, быстро организовав периметр безопасности и начав подготовку к штурму. Тем временем вертолет Cherry 02 прибыл в район операции вместе с группой штурмовиков A-1. Экипаж Cherry 02 сбросил два напалмовых наземных маркера для обозначения зоны высадки, а также создал ложные цели, чтобы дезориентировать противника. Для этого были использованы сигнальные ракеты МК-6 и имитаторы боевых действий, размещенные на перекрестках дорог, которые могли быть использованы силами реагирования Северного Вьетнама. После выполнения этих задач Cherry 02 занял позицию чуть западнее реки Да, взяв на себя роль оперативной поддержки наземных групп. Экипаж вертолета глушил северовьетнамскую радиосвязь, одновременно обеспечивая надежную связь с командным пунктом миссии в Дананге.
После тщательного обыска тюрьмы, включавшего повторную проверку по прямому приказу капитана Медоуза, три группы «Blueboy» с разочарованием обнаружили, что в камерах нет ни одного военнопленного. Медоуз немедленно передал командной группе кодовую фразу «Negative Items», сигнализирующую о том, что цель операции не достигнута. Тем временем разведчики, отвечавшие за очистку зоны высадки, подорвали электровышку, что вызвало отключение электричества и погрузило в темноту всю западную часть Сон Тай, включая район тюрьмы. Это создало дополнительные трудности для противника и обеспечило оперативную маскировку для сил США. В 02:29 подполковник Сиднор, командовавший наземными силами, отдал приказ штурмовикам A-1 атаковать автомобильный мост через реку Сон Кон, чтобы блокировать возможное прибытие вражеских подкреплений. Через три минуты он вызвал вертолеты HH-53, которые до этого находились в зоне ожидания в миле от тюрьмы, для начала эвакуации. Однако, прежде чем первый вертолет успел прибыть к тюрьме, с юга к месту операции приблизилась колонна вражеских грузовиков. Две группы охраны «Redwine», действуя оперативно, открыли огонь из легкого противотанкового ружья M72 по головной машине, уничтожив её и заблокировав путь для остальных.
В 02:28 оператор радиоэлектронной борьбы на борту вертолета Cherry 02 зафиксировал активизацию радаров управления огнем зенитно-ракетных комплексов Северного Вьетнама SA-2. Уже через семь минут, в 02:35, северовьетнамские силы начали массированный пуск ракет по самолетам F-105 Wild Weasel, которые обеспечивали подавление ПВО. Всего по спасательным силам было выпущено не менее 36 зенитных ракет, создав крайне опасную обстановку в воздухе. Один из F-105 оказался в эпицентре событий в 02:40, когда близкий разрыв ракеты окутал его горящим топливом. Несмотря на повреждения, пилоту удалось сохранить контроль над самолетом и благополучно вернуться на базу. Однако его замена — другой F-105 — не избежала серьезных повреждений. Всего через шесть минут, в 02:46, этот самолет был поражен очередной ракетой, но, к счастью, также смог дотянуть до безопасной зоны. Тем временем двадцать других ракет, выпущенных по самолетам ВМС США, не достигли своих целей, что стало результатом эффективного маневрирования и применения средств радиоэлектронной борьбы. Интересно, что два северовьетнамских перехватчика МиГ-21, находившиеся на авиабазе Фук-Йен (англ. Phuc Yen Air Base), так и не вступили в бой. Несмотря на неоднократные запросы пилотов на разрешение пуска ракет, командование так и не дало санкции на атаку.

### Отход
Самолеты HH-53, действуя поодиночке, начали возвращаться в зону посадки, несмотря на интенсивный обстрел зенитно-ракетными комплексами. Они летели на предельно низкой высоте, что позволило им избежать поражения ракетами, так как находились ниже минимального эффективного уровня их действия. Первым, в 02:37, приземлился самолет Apple 01. Уже через три минуты, в 02:40, он поднялся в воздух с пассажирами на борту. Спустя минуту, в 02:41, приземлился Apple 02, который покинул зону посадки в 02:45. Последний самолет, Apple 03, получил разрешение на выход из зоны удержания в 02:48. Весь рейд занял 27 минут, что полностью уложилось в запланированные 30 минут, считавшиеся оптимальным временем для выполнения операции. Несмотря на первоначальные опасения, что один из участников операции мог остаться на территории противника, все бойцы были успешно эвакуированы. Единственной жертвой вражеского огня стал один из бойцов группы «Redwine», получивший ранение в ногу.
Вскоре после вылета экипаж Apple 03 ошибочно принял истребитель поддержки за вражеский МиГ и подал сигнал тревоги. Хотя один из самолетов RC-135, обеспечивавших поддержку миссии, сообщил, что авиция Северного Вьетнама не поднимались в воздух, все воздушные силы снизились до высоты верхушек деревьев, чтобы избежать возможной угрозы. В это время Apple 04 доложил, что по нему была выпущена ракета «воздух-воздух», которая, к счастью, прошла мимо. Однако позже выяснилось, что это были авиационные ракеты, выпущенные одним из сопровождающих самолетов A-1. Пилот A-1, сбрасывая боеприпасы для повышения маневренности после ошибочного сообщения о наличии вражеской авиации, случайно произвел пуск ракет в сторону склона холма.
Штурмовая группа покинула воздушное пространство Северного Вьетнама в 03:15 и приземлилась на базе Удон в 04:28, через пять часов после начала операции. Тем временем экипаж поврежденного F-105 был вынужден катапультироваться над северным Лаосом. Это произошло через тридцать минут после удара, когда двигатель самолета загорелся из-за нехватки топлива. Катапультирование произошло в пределах видимости их заправщика, что позволило быстро начать операцию по спасению. Самолет C-130E Airborne Control and Command под позывным «Alleycat», находившийся в это время над северным Лаосом, взял на себя координацию спасательной операции. Он взаимодействовал с несколькими подразделениями ВВС США, включая Brigham Control в Таиланде и наземные ресурсы в Лаосе, чтобы обеспечить прикрытие сбитых членов экипажа с помощью вспомогательных самолетов до начала полноценных поисково-спасательных работ. Lime 01, дозаправившись на базе Удон, снова взлетел, сменив позывной на King 21, чтобы координировать операцию по спасению. Lime 02, в свою очередь, дозаправил Apple 04 и Apple 05, чтобы увеличить время их пребывания в воздухе. При поддержке сигнального самолета C-123 Candlestick, который был перенаправлен «Alleycat» с другого задания, силы SAR начали развертывание. Когда A-1, прибывшие из Накхон Пханома, обеспечили прикрытие, Apple 04 и Apple 05 успешно подняли на борт по одному сбитому летчику. Это произошло на рассвете, после того как пилоты провели на земле около трех часов.

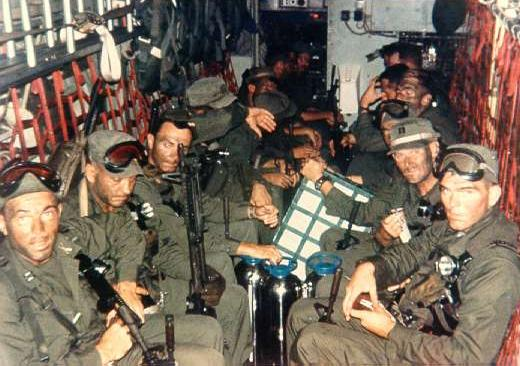
Штурмовая группа «Blueboy» на борту HH-3E в начале миссии. Командир группы Ричард Медоуз сидит слева на переднем плане.[99][100][n 54]
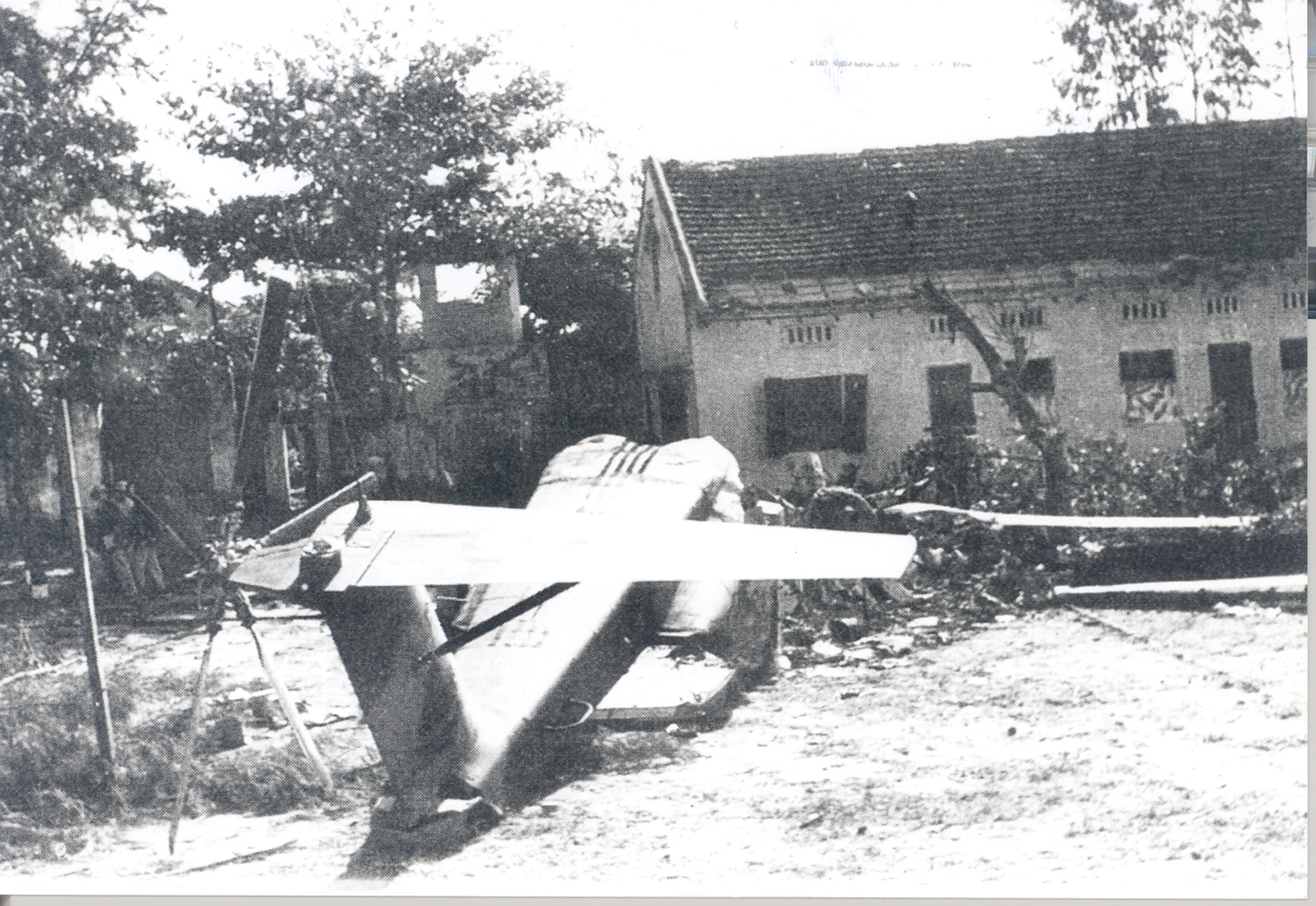
HH-3E в тюремном комплексе, вид на восток. Часовая вышка находится прямо над восточными входными воротами.
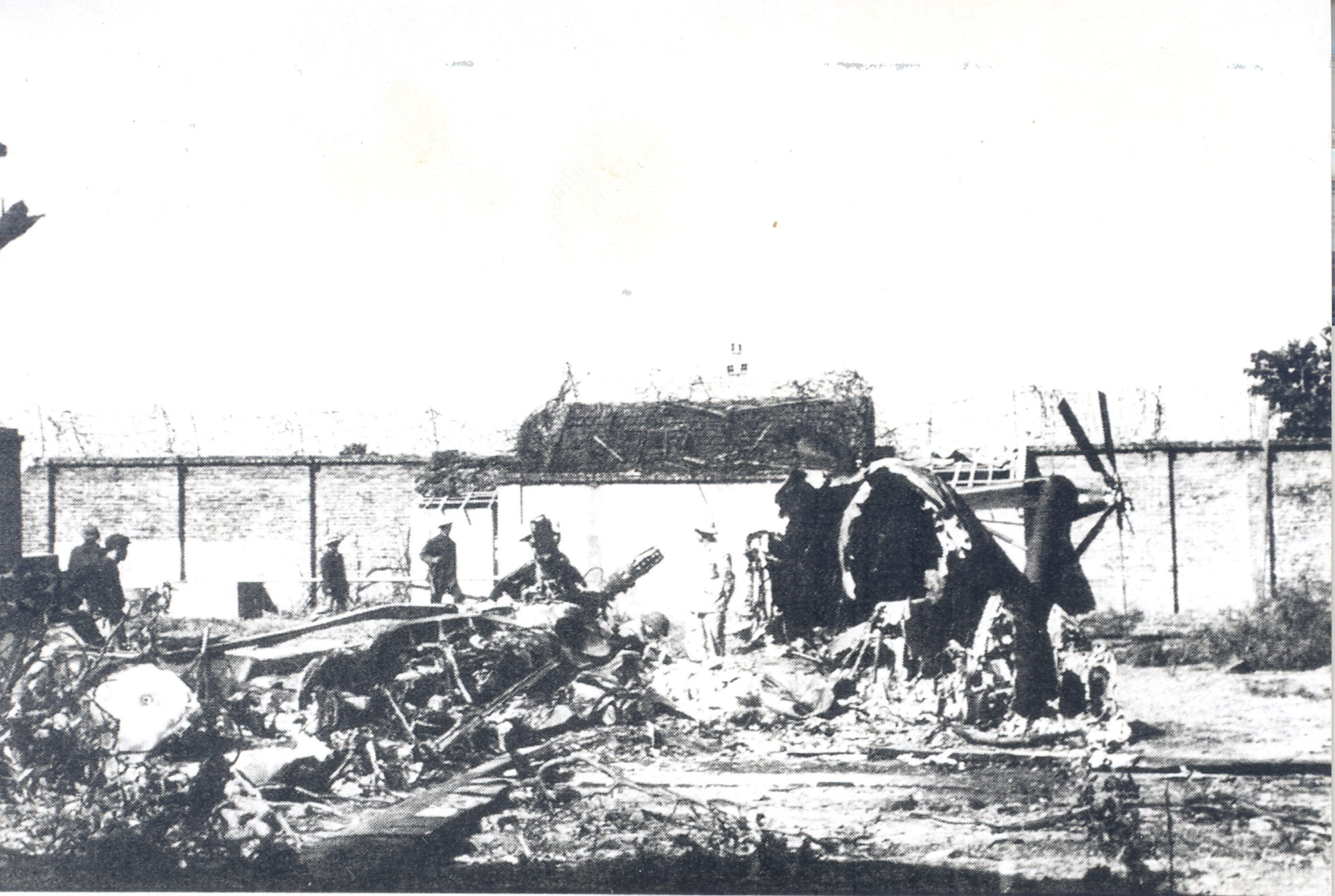
Обломки HH-3E в направлении западной стены комплекса, за которой видна река.
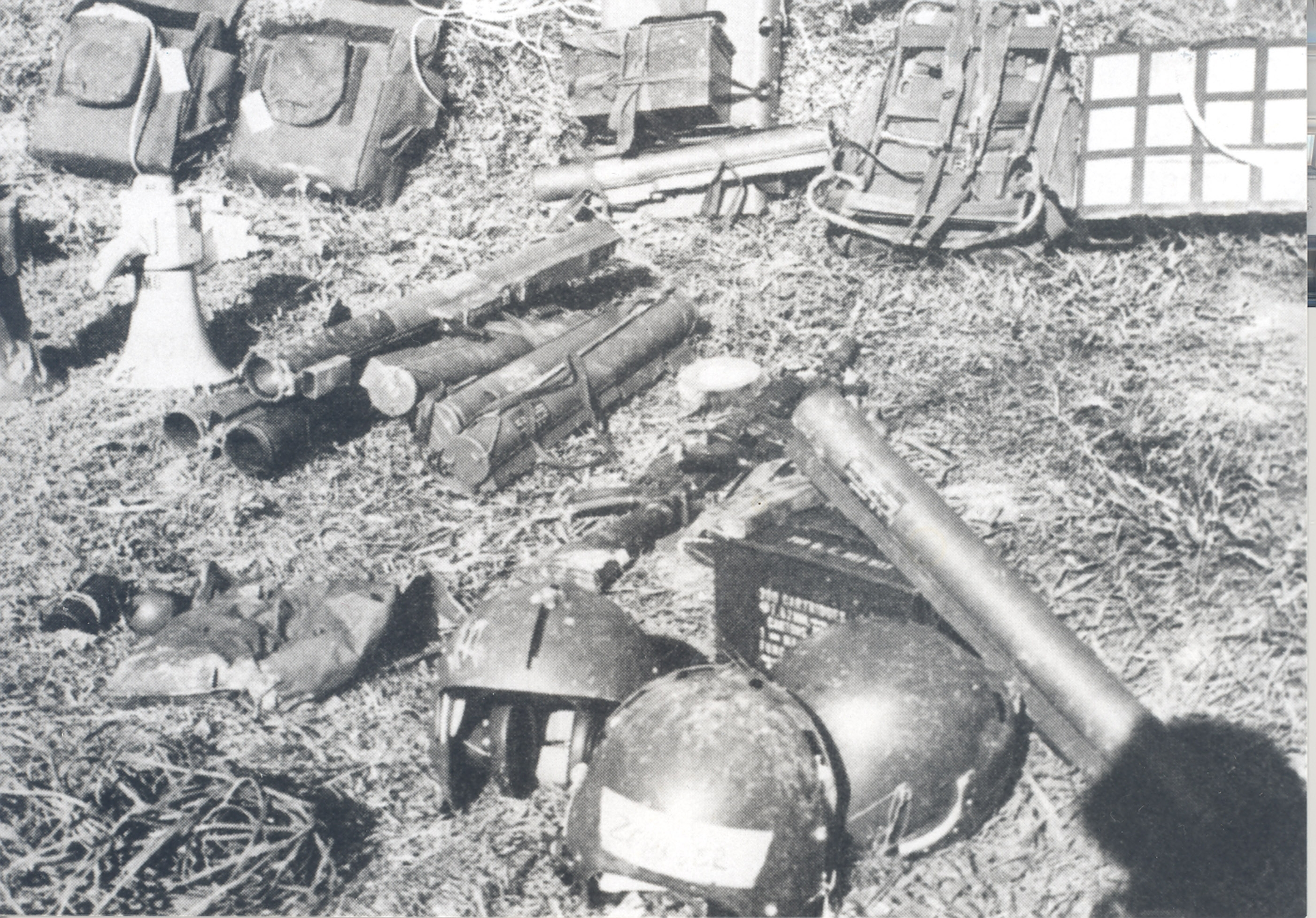
Снаряжение штурмовых групп, оставленное при отходе.

## Результаты

### Противоречивость разведданных

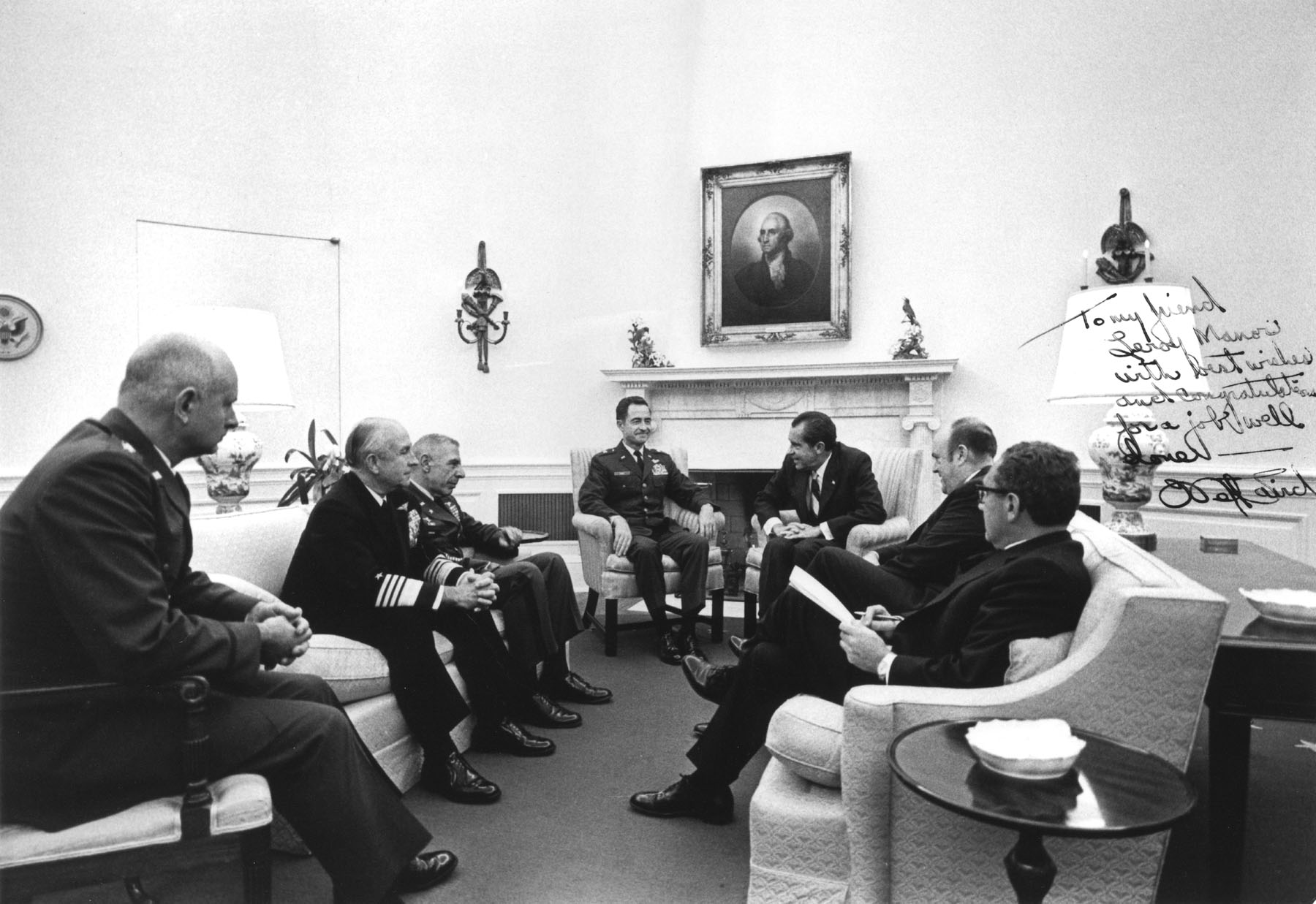
Командиры Симонс и Манор (3-й и 4-й слева) докладывают итоги рейда в Белом Доме

Хотя миссия была признана «тактическим успехом» благодаря её выполнению и передаче важного сообщения, критики назвали её «провалом разведки» (англ. intelligence failure). Причиной для такой оценки стало то, что 65 заключенных, находившихся в лагере Сон Тай, были переведены 14 июля в другой лагерь, расположенный на 24 км ближе к Ханою. Причиной перевода стало то, что колодцы в Сон Тай стали непригодны для использования, вероятно, из-за загрязнения после наводнения. Новый лагерь, который военнопленные прозвали «Лагерем Веры» (англ. Camp Faith), оставался неизвестным для американской разведки до 19 ноября 1970 года. Именно тогда, в закодированном сообщении от источника разведки Нгуен Ван Хоанга (англ. Nguyen Van Hoang), стало известно о существовании лагеря Донг Хой (англ. Dong Hoi). Несмотря на то, что лагерь Донг Хой находился относительно недалеко от Сон Тай, смена цели в последний момент была невозможна. Отсутствие разведданных, планирования и подготовки для операции в новом месте создавало риск катастрофических последствий. Проведение рейда на Донг Хой потребовало бы длительной отсрочки для сбора новой информации и подготовки, что увеличило бы вероятность утечки данных и отвлекло бы личный состав и технику от их основных задач. Кроме того, поступавшие сообщения о росте числа смертей среди военнопленных стали веским аргументом против дальнейших задержек. Рейд на Сон Тай был проведен в соответствии с планом, так как фотографии воздушной разведки, сделанные 13 ноября, показали возобновление активности в лагере. Это давало основания полагать, что там всё ещё могли находиться военнопленные.
Несмотря на недостатки в организации разведки, сбор точных разведданных для операции оказался на удивление успешным как по качеству, так и по объему. Основные проблемы были связаны с чрезмерной «компартментализацией» информации и изоляцией «Объединенной оперативной группы по чрезвычайным ситуациям» от основного потока разведданных. Даже во время работы группы «Полярный круг», которая занималась оценкой возможностей проведения операции, участники были физически изолированы от внешних контактов. Группа работала не в Пентагоне, а в Арлингтон-холле Разведывательного управления Министерства обороны, где их деятельность строго контролировалась для предотвращения случайных утечек информации, которые могли бы поставить под угрозу безопасность операции. В своей книге, посвященной истории операции, Джон Гаргус (англ. John Gargus), один из её организаторов и участников, не приводит доказательств того, что кто-либо из разведчиков знал о переводе военнопленных из лагеря Сон Тай. Однако он допускает, что отдельные фрагменты такой информации могли существовать, отмечая: «Мы предполагаем, что рейд был одобрен потому, что те, кто обладал актуальными разведданными, не знали о планах спасения военнопленных».
К тому времени, когда были получены единственные разведданные, указывающие на отсутствие военнопленных в Сон Тае (закодированное сообщение, переданное в пачке сигарет, где перечислялись лагеря военнопленных и количество заключенных в каждом из них — без упоминания Сон Тая), до начала рейда оставался всего один день. Эта информация побудила Разведывательное управление Министерства обороны провести интенсивный ночной повторный анализ всех имеющихся данных. Готовый отчет был представлен командующим, включая адмирала Мурера, в день операции. Операция уже была перенесена на 24 часа из-за тайфуна «Пэтси», а разница во времени с Юго-Восточной Азией составляла 12 часов. Когда в 05:00 по вашингтонскому времени состоялась заключительная встреча с министром обороны Лэйрдом для определения, стоит ли продолжать операцию, до её начала оставалось менее пяти часов. Среди участников встречи не было единого мнения о достоверности полученных данных, но Блэкберн был настроен решительно. Один из военных аналитиков позже предположил, что лица, принимающие решения на высшем уровне, могли поддаться феномену «группового мышления», что повлияло на их оценку ситуации.
Министерство обороны провело расследование с целью выяснить, могло ли нарушение безопасности стать причиной перемещения заключенных, и пришло к выводу, что такие предположения не подтвердились. Однако интенсивная критика, последовавшая за операцией, а также утечки информации, включая публикацию отчетов о её проведении, вынудили администрацию Никсона предпринять меры. В результате были реорганизованы как сеть военных коммуникаций, так и разведывательный аппарат правительства, чтобы повысить уровень секретности и предотвратить подобные инциденты в будущем.

### Награждение участников
За свои действия члены оперативной группы получили высокие награды: шесть Крестов за «Выдающиеся заслуги», пять Крестов «Военно-воздушных сил» и не менее 85 Серебряных звезд, включая всех участников из сухопутных сил, которые не были удостоены Креста за «Выдающиеся заслуги». Манор был награжден Медалью за «Выдающуюся службу». В общей сложности 49 солдат получили Серебряную звезду за проявленный героизм. Успешная демонстрация совместных оперативных возможностей в операциях «Берег Слоновой Кости» и «Главарь» частично послужила моделью для создания объединенного Командования специальных операций США в 1987 году.

### Значение рейда
Критика рейда, особенно в средствах массовой информации и со стороны политических противников войны во Вьетнаме и администрации Никсона, была широко распространенной и продолжительной. Миссию не только осуждали как результат плохой или устаревшей разведки, но и обвиняли в том, что операция привела к усилению жестокого обращения с заключенными.
Однако в результате рейда власти Северного Вьетнама объединили свои лагеря военнопленных в центральные тюремные комплексы. Территория «Ханой Хилтон», где ранее содержались гражданские и южновьетнамские заключенные, стала «Единым лагерем» (англ. Camp Unity) — блоком больших общих помещений, в которых содержалось по 50 военнопленных. После репатриации многие военнопленные говорили, что тесный контакт с другими американцами поднял их боевой дух, как и знание о попытке спасения. Некоторые военнопленные говорили, что после рейда значительно улучшилось питание, медицинское обслуживание и даже такие, казалось бы, элементарные вещи, как доставка почты.

## Примечения
Footnotes
1. ↑  Gargus was radar navigator on one of the aircraft and a mission planner.
2. ↑  The USAF intelligence unit was the 1127th Field Activities Group, Fort Belvoir, Virginia.
3. ↑  LTC Warner A. Britton was a combat rescue expert, having begun his 26-year career in World War II as an OA-10 (USAAF variant of the PBY Catalina) pilot in the Thirteenth Air Force. While he had limited experience flying the HH-53, he had commanded two rescue squadron detachments in Vietnam.
4. ↑  Schemmer states that Fort Bragg, North Carolina, was the Army’s base of choice, but that the commander of the Special Warfare Center refused Simon’s request for a specific secure location, and so he chose Eglin instead. However, Gargus (pp. 10-11) stated that Simons was not named as deputy until after Manor had already been selected to command the mission, and that it was Manor who chose Eglin, his own base, as the «ideal training site for the joint raiding force.»
5. ↑  The «MC-130» designation for the Combat Talon did not appear until 1977.
6. ↑  None of the flight members had flown together as crews before training began.
7. ↑  Among those who entered North Vietnam, only four Army and eleven USAF officers (all members of the planning group) had advance knowledge of the target. Because of Eglin’s proximity to Cuba, many members believed the target was there.
8. ↑  Schemmer’s list omits two of seven USAF helicopter crewmen who joined the JCTG in Thailand after it deployed but did not train in Florida, and a pilot who participated in all training but did not fly the mission, replaced at the last minute by a veteran rescue pilot who had not previously volunteered. His list does include all aircraft support personnel who deployed; a small team from AFLC who maintained voice radio jamming equipment installed in the A-1s; and technical representatives of Texas Instruments who maintained the Combat Talon’s AN/APQ-115 Terrain Following/Terrain Avoidance navigational radar because of its low mean-time-between-failure rate (Thigpen, pp. 38-39).
9. ↑  Gargus’s list includes the 14 HC-130 crewmen (omitted by Schemmer) who did not train in Florida.
10. ↑  CPT Nina Gusev, an intelligence officer with the 388th Tactical Fighter Wing, was added to the planning staff in Thailand and was the only woman involved in the mission.
11. ↑  The often-made assertion that the mockup was taken down during the day and reassembled at night to avoid detection by Soviet spy satellites is a myth, apparently resulting from an anecdotal assertion in Schemmer’s account (as late as 2001 histories repeated this error using Schemmer as a source; see Thigpen p. 148). While the geometry and dimensions of the prison compound were exact in the mockup, and it had been built of two-by-four studs and two horizontal strips of cloth to facilitate such disassembly, the mockup had no roofs or solid walls, and blended too well with dirt roads and other features already present, to be identified as Sơn Tây. Gargus states that it resembled «a stockyard in disrepair.» However, to satisfy security concerns, aerial photographs were taken to be certain of that conclusion. Similarly, the claim that full-size trees were uprooted and relocated to exact locations is also a myth. Even were such a labor-intensive idea not outlandish, the probable loss of helicopters during practice would have canceled the mission (Potted plant miniatures were positioned to locate trees at the practice site). (Gargus, pp. 46-47)
12. ↑  «Barbara» was named for Barbara L. Strosnider, a GS-6 administrative assistant in the USAF Directorate of Plans who transcribed plans for both the feasibility and planning groups. The table model is on permanent display at the National Museum of the United States Air Force.
13. ↑  Two FL-2B FLIR sets were borrowed from the 1198th Operational Evaluation and Training Squadron, a part of Project Heavy Chain, the developmental program for the clandestine special operations C-130 from which the Combat Talon had been created.
14. ↑  Also present were Blackburn and Lieutenant general John W. Vogt, Jr., Director of the Joint Staff and Blackburn’s boss. (Schemmer, p. 113).
15. ↑  America was about to rotate home and would be replaced by the Шаблон:USS.
16. ↑  Takhli, once a major USAF base, was about to shut down, and was chosen both for that reason and the presence of a secure complex formerly used by the Central Intelligence Agency.
17. ↑  The Heavy Chain program office was maintained at Norton.
18. ↑  Manor deployed the UH-1 and its crew in the event that an operational HH-3E, which was being phased out in Southeast Asia in favor of the HH-53, was not available. (Thigpen, p. 150) As it turned out, the last two HH-3Es in Southeast Asia, already scheduled for transfer to Kadena AB, were assigned to the operation, one as a spare. (Gargus, p. 110)
19. ↑  15:00 the previous day in Washington D.C.
20. ↑  The specialist was LTC Frank A. Ross of the 10th Weather Squadron, who was a qualified fighter pilot.
21. ↑  Simons' «official» role was deputy commander of the JCTG. (Gargus, p. 267)
22. ↑  Major John Waresh, co-pilot of A-1E Peach 01, also states that Simons' callsign was Axle. Schemmer (p.91), however, asserts that Wildroot was Simons' call sign, and (p. 169) implies that recorded radio traffic of the mission confirms this. However the traffic from Blueboy to Wildroot that Schemmer refers to was not ascribed by him to any individual by name but to the "ground commander, " who was Sydnor, not Simons.
23. ↑  There were two AN/PRC-41 sets for UHF air-to-ground communication, ten AN/PRC-77 sets for directing air strikes, 24 AN/PRC-88 «squad radios» for communication within and among the groups, and 56 Air Force AN/PRC-90 survival radios pre-set to SAR frequencies. During training, each of the 92 radios had a backup set, plus 50 additional sets for redundancy, with Schemmer noting the force was as well-equipped in communications as a battalion of infantry.
24. ↑  Aircraft assigned to the USAF support force included two HC-130P helicopter refueling and command aircraft (Lime 01-02), twelve KC-135 tankers (refueling tracks Orange and Lemon), two EC-121T airborne early warning aircraft (Frog 01-02), two RC-135M Rivet Card/Combat Apple ELINT aircraft, and one KC-135A Combat Lightning radio relay plane (call sign Luzon), along with 10 F-4s assigned to provide combat air patrol. A T-39 Sabreliner, three C-130 Hercules theater airlifters, and a standby SAR force of two HH-53s and four A-1s rounded out the USAF participants. The Navy provided ten A-6 Intruders and 27 A-7 Corsairs in multiple roles including aerial refueling, six F-4J Phantom and six F-8J Crusader fighters, two E-1B Tracer airborne early warning aircraft, one KA-3B Skywarrior tanker and six EKA-3B Skywarrior tanker-ECM aircraft. The 59th naval aircraft was an EP-3B «Bat Rack» Orion from the VQ-1 detachment at NAS Agana, Guam. A 60th scheduled aircraft aborted before launch from Ranger. Not included in these totals are a C-123 «Candle» flare ship and an EC-130 ABCCC aircraft, Alley Cat, that diverted from other Laotian missions to aid the SAR, two C-141 Starlifters staged at Udorn to transport critically ill POWs, nor the UH-1H transported from Florida to Thailand with the JCTG.
25. ↑  The formation designations were those used by the JCTG.
26. ↑  All of the rotary wing aircraft were obtained in-theater on the day of the operation by pre-arrangement with their parent units. Four additional pararescuemen were also added to the crews of Apples 01, 02, 04, and 05 to provide a second PJ for the crew, which was standard in SEA. The five HH-53s were, respectively, 68-10357, 68-10361, 68-8286, 68-8285, and 68-10359.
27. ↑  S/n 65-12785, one of 50 HH-3Es converted from CH-3B and C models for SAR.
28. ↑  The 6010th Wild Weasel Squadron was formed 1 November 1970 from aircraft and crews of the inactivating 355th TFW at Takhli.
29. ↑  All times are UTC+7 (+12 Eastern Standard Time).
30. ↑  Takhli (C-130E(I)), Korat (EC-121, F-105G), Udorn (helicopters, HC-130, F-4), Nakhon Phanom (A-1), U Tapao (KC-135) and Da Nang (EKA-3).
31. ↑  CVW-19 (NM) embarked. Aircraft from VA-153, VA-155, VF-191, VF-194, VAQ-130 and VAW-111 participated.
32. ↑  CVW-2 (NE) embarked. Aircraft from VA-25, VA-113, VA-145, VF-21, VF-154, VAQ-134 and VAW-111 participated.
33. ↑  An additional support aircraft, an A-7 scheduled to be the last of six Surface to air missile (SAM) suppression aircraft, was a deck abort aboard Ranger.
34. ↑  Apple 04 was initially tasked to drop backup flares should the main illumination fail to ignite. During the raid Apples 04 and 05 would «laager» together on an island in the middle of a large reservoir west of the camp, engines idling, to await a call to pick up the prisoners. (Gargus, p. 188)
35. ↑  Gargus states (p. 80) that these were time-fused Mk24 parachute flares, «designed to provide illumination in the two-million candlepower range for an average of … 3 minutes.» Each 3 фута (0,91 м) long 27 pound aluminum canister was deployed by hand out the lowered back ramp of the C-130 using a 40 футов (12 м) steel lanyard to deploy the parachute and safely ignite the flare. (Flare Aircraft: Parachute Mk24 Архивная копия от 28 ноября 2014 на Wayback Machine)
36. ↑  Battle simulators were firecrackers encased in plastic sleeves and attached to a droppable pallet.
37. ↑  Apple 03 experienced and ignored a main transmission warning light during its run. (Gargus, p. 189)
38. ↑  Blueboy used one M-60 machine gun and ten CAR-15s during the insertion, with all ammunition consisting of tracer rounds for maximum psychological impact on the camp guards. (Gargus, p. 27)
39. ↑  Gargus has a detailed timeline, all times based on the time of the Alpha execute code (02:18).
40. ↑  1LT George Petrie landed on his feet near the east gate, which was his personal assignment to secure.
41. ↑  The casualty was Air Force TSG Leroy Wright, who continued his participation despite the broken ankle and received the Air Force Cross for his effort.
42. ↑  This assault phase confirmed 42 PAVN soldiers killed at the prison site by cross-checking individual Blueboy and Redwine personnel accounts at debriefing. All other counts are estimates.
43. ↑  Traditionally, the troops are identified as Chinese or possibly Russian (Schemmer, pp. 171 and 214). However, one raider states they were PAVN (Buckler, interviewed Vietnam magazine June 1997—see external links), while another (Powell, also linked) asserts that their nationality was never determined.
44. ↑  Schemmer noted that Apple 01 made three combat assault landings in nine and one half minutes. The disengagement was supported by fire from the team’s M-60 machine gun, which used all tracer rounds to intimidate the opponents.
45. ↑  Each orbit, anchored on the original IP, took four minutes to complete. When it reversed course to complete its first orbit, Cherry 02 found it was being tracked by a Fire Can AAA radar. The signal faded when Cherry 02 reversed again to begin its second orbit, but when the Fire Can was detected again coming back to the anchor point, Cherry 02 relocated its orbit to a backup area 15 миль (24 км) to the north. (Gargus, pp. 218—220)
46. ↑  Meadows himself did not enter any cellblock but coordinated his team from the center of the courtyard.
47. ↑  Sources are near-unanimous that the code was «items», not «packages».
48. ↑  The convoy was engaged separately by the teams, four minutes apart.
49. ↑  Participants anecdotally put the number of SAMs much higher, with three or more in the air continuously for eleven minutes.
50. ↑  Raid time calculated from 02:18 (execute command) to 02:45 (last extraction).
51. ↑  SFC Joseph M. Murray was hit from behind as he prepared to grenade the first structure he encountered after debarking Apple 02. His assailants were killed by team leader MSG Herman Spencer.
52. ↑  The F-105G lost was Firebird 05, s/n 62-4436, nicknamed Fat Fanny.
53. ↑  Brigham was Detachment 4, 621st Tactical Support Squadron, located at Udorn, a radar site.
54. ↑  As a security measure, insignia of rank was not worn by JCTG members in Thailand until after the raid was launched. Also note the scaling ladder in the upper left and three extra fire extinguishers carried aboard the assault helicopter.
55. ↑  Thigpen notes, however, that the senior POW in North Vietnam, USAF Colonel John P. Flynn, contends that the move was due to construction at the camp to improve its security, after which the prisoners were to have been returned. «Camp Faith» was so dubbed because Hanoi separated Protestant from Catholic prisoners in the mistaken belief that it would facilitate worship by each group and thus garner praise from the international community. (Tilford, p. 104)
56. ↑  Moorer advised Nixon at their November 18 meeting that the next window would be in March 1971, four months hence.
57. ↑  DSCs were awarded to Simons, Sydnor, Meadows, MSG Thomas J. Kemmer (Blueboy), SFC Tyrone J. Adderly (Redwine), and SSG Thomas E. Powell (Greenleaf). (Schemmer, p. 259).
58. ↑  AFCs were awarded to MAJ Herbert D. Kalen (Banana), LTC Warner A. Britton (Apple 01), LTC John V. Allison (Apple 02), MAJ Frederic M. Donahue (Apple 03), and TSG Leroy M. Wright (Banana). (Schemmer, p. 260).
59. ↑  
The following Army Special Forces soldiers were awarded the Silver Star for heroism as part of the ground force that landed in North Vietnam; CAPT Thomas W. Jaeger, CAPT James W. McClam, CAPT Dan H. McKinney, CAPT Eric J. Nelson, CAPT Glenn R. Rouse, CAPT Daniel D. Turner, CAPT Udo H. Walther, 1LT George W. Petrie, Jr., MSG Galen C. Kittleson, MSG Joseph W. Lupyak, MSG Billy K. Moore. MSG Herman Spencer, SFC Donald D. Blackard, SFC Earl Bleacher, Jr., SFC Leroy N. Carlson, SFC Anthony Dodge, SFC Freddie D. Doss, SFC Jerry W. Hill, SFC Marion S. Howell, SFC John Jakovenko, SFC Jack G. Joplin, SFC Daniel Jurich, SFC David A. Lawhon, Jr., SFC Gregory T. McGuire, SFC Billy R. Martin, SFC Charles A. Masten, SFC Donald R. Wingrove, SFC Joseph M. Murray, SFC Noe Quezada, SFC Lorenzo O. Robbins, SFC Ronnie Strahan, SFC Salvador M. Suarez, SFC Donald E. Taapken, SFC William L. Tapley, SFC Richard W. Valentine, SSG Charles G. Erickson, SSG Kenneth E. McMullin, SSG Walter L. Miller, SSG Robert F. Nelson, SSG David Nickerson, SSG Paul F. Poole, SSG John E. Rodriquez, SSG Lawrence Young, SGT Terry L. Buckler, SGT Gary D. Keel, SGT Keith R. Medenski, SGT Franklin D. Roe, SGT Patrick St. Clair and SGT Marshal A. Thomas.
60. ↑  It is probable that 102 Silver Stars were actually awarded as a result of Kingpin. Schemmer apparently gave an incomplete record of SS recipients, listing all of the crew members of Cherry 02 but only two members of Cherry 01. His list of helicopter crewmen likewise omits seven who did not participate in training at Eglin and thus were not on the original JCTG rosters. Likely these are omissions in research and those 17 crewmen were also awarded Silver Stars.
61. ↑  Schemmer devotes an entire chapter to the positive effects of the raid on the prisoners' situation.

## Публикации
- Amidon, Mark. Groupthink, Politics, and the Decision to Attempt the Son Tay Rescue. Parameters, Journal of the US Army War College. 2005 (Winter). Дата обращения: 2009-02-18.
- Hill, John M. Campbell & Michael. Roll Call : THUD : a photographic record of the F-105 Thunderchief. — Atglen, PA : Schiffer Pub., 1996. — ISBN 0-7643-0062-8.
- Gargus, John. The Son Tay Raid : American POWs in Vietnam Were Not Forgotten. — 1. — College Station : Texas A & M Univ. Press, 2007. — ISBN 978-1-58544-622-3.
- Glines, Carroll V. (1995). The Son Tay Raid. Air Force Magazine. 78 (11). Архивировано из оригинала 21 июля 2009. Дата обращения: 2009-02-10.
- Mitchell, Major John, USMC. The Son Tay Raid: A Study in Presidential Policy. e-History: Vietnam War. The Ohio State University (1997). Дата обращения: 25 августа 2011.
- Schemmer, Benjamin F. The Raid. — Harper & Row, 1976. — ISBN 0-553-75625-7.
- Thigpen, Jerry L. The Praetorian STARShip : the untold story of the Combat Talon. — Maxwell Air Force Base, Ala. : Air University Press, 2001. — ISBN 1-58566-103-1.
- Thomas, William C. (Spring 1997). Operation Kingpin – Success or Failure? (PDF). Joint Force Quarterly (15). Архивировано из оригинала (PDF) 11 ноября 2013. Дата обращения: 2013-11-10.
- Tilford, Earl H. Jr. Search and Rescue in Southeast Asia, 1961–1975. — Office of Air Force History/CreateSpace Independent Publishing Platform, 1980. — ISBN 978-1477547434.

Интернет-ресурсы
- A-1 participation in the Son Tay raid, 21 November 1970. Jolly Green.org. Дата обращения: 10 февраля 2009. Архивировано из оригинала 4 июля 2008 года.
- Call Sign "Apple 1". NMUSAF. Дата обращения: 12 августа 2011. Архивировано из оригинала 9 апреля 2015 года.
- Manor, Brig. Gen. Leroy J. The Son Tay Raid, November 21, 1970. Air Commando Association. Дата обращения: 10 февраля 2009. Архивировано из оригинала 9 февраля 2007 года.